# Stadio Avanhard (Luc'k)
Lo stadio Avanhard (in ucraino Стадіон Авангард?, Stadion Avanhard) è un impianto sportivo situato a Luc'k. Lo stadio è usato per le gare casalinghe del Volyn'. L'impianto ha una capienza di 12 080 spettatori ed è stato inaugurato nel 1960.